# هنري غودوين سميث
هنري غودوين سميث (بالإنجليزية: Henry Goodwin Smith)‏ هو عالم عقيدة أمريكي، ولد في 1860، وتوفي في 1940.